# Hyporhagus nicki
Hyporhagus nicki es una especie de coleóptero de la familia Monommatidae.

## Distribución geográfica
Habita en Brasil.